# 차가운 바다/Start in my life
〈차가운 바다/Start in my life〉(일본어: 冷たい海/Start in my life 츠에타이우미/스타토 인 마이 라이후[*])는 쿠라키 마이의 일곱 번째 싱글이다. 2001년 2월 7일에 기자 스튜디오에서 발매됐다.

## 개요
자신의 첫 양쪽 A면 싱글. 또, 첫 일본어 제목명이다. 덧붙여서 싱글 곡으로 곡명이 가사에 들어가지 않은 것은 〈차가운 바다〉가 처음이다. 〈Start in my life〉가 《명탐정 코난》의 닫는 곡에 사용됐다.
또, 당시 첫 번째 곡은 〈차가운 바다〉가 아니고, 후에 열한 번째 싱글 〈Winter Bells〉의 커플링곡이 되는 〈thankful〉가 수록될 예정으로, 자켓은 배경이 빨간 버전도 준비되어 있었다.

## 수록곡
- 전체 작사: 쿠라키 마이

1. 차가운 바다(冷たい海) (4:40)
  - 작곡: 오노 아이카, 편곡: Cybersound

당시 많이 일어나고 있던 소년범죄를 테마로 한 중대한 작품. 앞 부분의 가사에는 “사막(砂漠)＝현재(現在), 피다(咲く)＝살다(生きる), 파란 달(蒼い月)＝지구(地球), 꽃(花)＝어린이들(子供たち)”이라는 뜻이 담겨 있다.
 PV에서는 악기를 치는 것을 처음으로 보이고 있다. 모닝구무스메의 전멤버인 타카하시 아이가 오디션에서 이 곡을 부르며, 좋아하는 곡으로 들고 있다.
2. Start in my life (5:09)
  - 작곡: 오노 아이카, 편곡: Cybersound

쿠라키 자신의 고등학교 졸업과 겹치며, 여행길(졸업)과 새로운 생활에 대해서 노래하고 있다.
3. NEVER GONNA GIVE YOU UP (Never Never Land mix one) (5:38)
페리 게이어, 마이클 어프릭에 의한 리믹스.
4. 차가운 바다 (Instrumental)
5. Start in my life (Instrumental)

## 타이업
- 닛폰 TV 요미우리 TV계 애니메이션 《명탐정 코난》 열한 번째 닫는 곡 (#2)

| TV 애니메이션 《명탐정 코난》 닫는 곡 2001년 1월 8일 (219화) ~ 2001년 5월 7일 (232화) |                                  |                                 |
| 이전 곡: 가넷 크로우 〈여름의 환상〉                                                  | 쿠라키 마이 〈Start in my life〉 | 다음 곡: 쿠라키 마이 〈always〉 |